# Center Line
Center Line es una ciudad ubicada en el condado de Macomb en el estado estadounidense de Míchigan. En el Censo de 2010 tenía una población de 8257 habitantes y una densidad poblacional de 1.831,16 personas por km².

## Geografía
Center Line se encuentra ubicada en las coordenadas 42°28′50″N 83°1′38″O / 42.48056, -83.02722. Según la Oficina del Censo de los Estados Unidos, Center Line tiene una superficie total de 4.51 km², de la cual 4.51 km² corresponden a tierra firme y (0%) 0 km² es agua.

## Demografía
Según el censo de 2010, había 8257 personas residiendo en Center Line. La densidad de población era de 1.831,16 hab./km². De los 8257 habitantes, Center Line estaba compuesto por el 82.5% blancos, el 12.01% eran afroamericanos, el 0.35% eran amerindios, el 2.48% eran asiáticos, el 0.04% eran isleños del Pacífico, el 0.15% eran de otras razas y el 2.47% pertenecían a dos o más razas. Del total de la población el 1.7% eran hispanos o latinos de cualquier raza.